# جوزيف سانتوس
جوزيف سانتوس (بالإنجليزية: Joseph Santos)‏ هو رسام أمريكي، ولد في 1965.